# Steinbach 37 (Moorenweis)

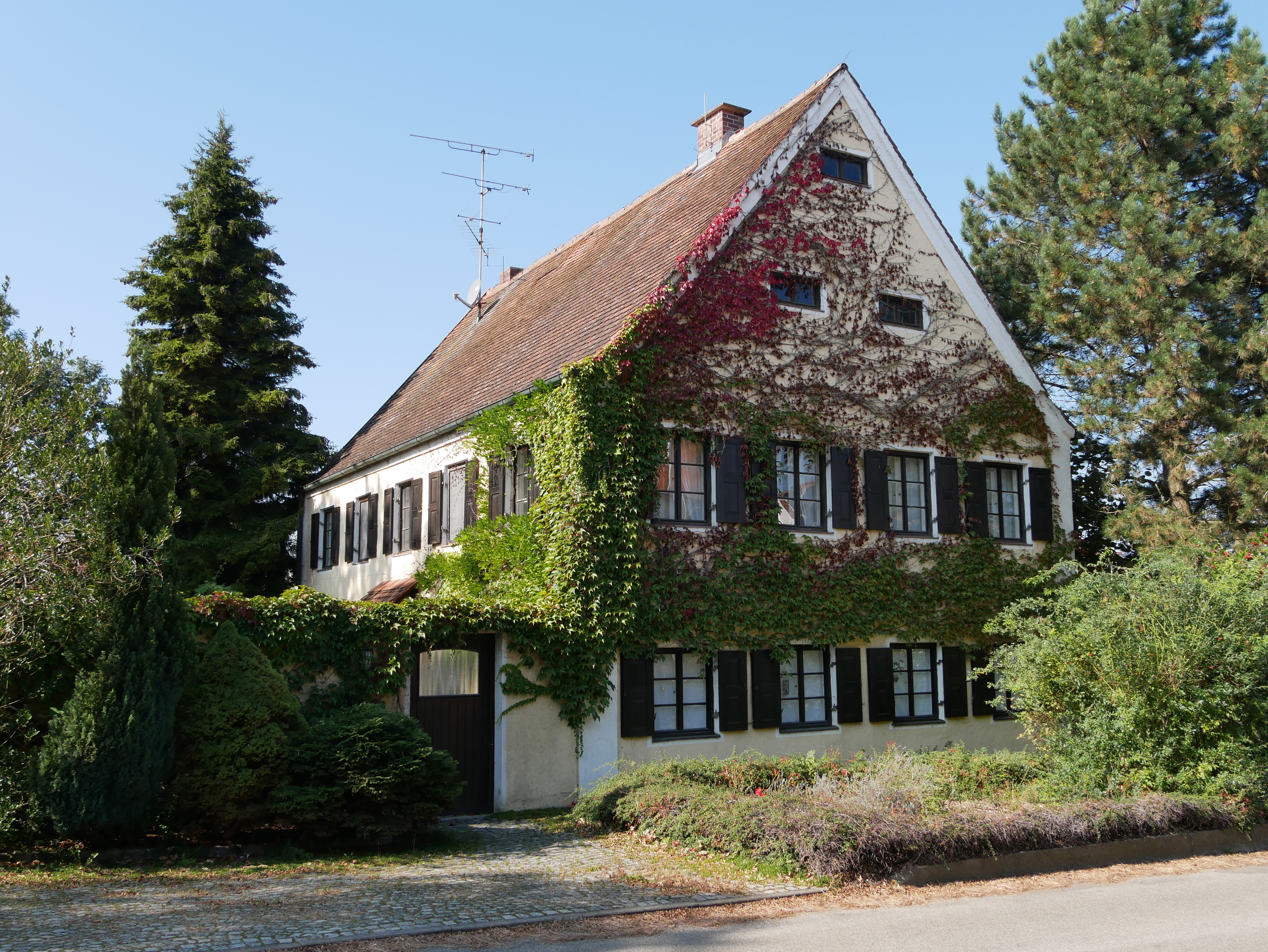
Steinbach 37

Steinbach 37 ist ein zweigeschossiges Pfarrhaus im Ortsteil Steinbach der Gemeinde Moorenweis. Der Putzbau mit Lisenengliederungen und Steilsatteldach stammt aus dem Jahr 1724, wurde 1793 erneuert und ist heute ist unter der Nummer D-1-79-138-26 als Denkmalschutzobjekt in der Liste des Bayerischen Landesamtes für Denkmalpflege eingetragen.